# Bejís
Bejís település Spanyolországban, Castellón tartományban. Bejís Sacañet, Teresa, Torás és El Toro községekkel határos. Lakosainak száma 400 fő (2024).

## Népesség
A település népessége az elmúlt években az alábbi módon változott:
| Lakosok száma | 381  | 381  | 421  | 427  | 423  | 406  | 404  | 380  | 390  | 400  |
|               | 2001 | 2004 | 2006 | 2009 | 2011 | 2014 | 2016 | 2019 | 2021 | 2024 |